# Needed Me
Singles de Rihanna
Kiss It Better
(2016) This Is What You Came For
(2016)
Needed Me est une chanson de la chanteuse et compositrice barbadienne Rihanna, extrait de son huitième album Anti, sorti en 2016. Elle est composée par Rihanna elle-même, Brittany Hazard, Charles Hinshaw et Derrus Rachel et produite par DJ Mustard et coproduite par Twice as Nice et Frank Duke. La chanson a été envoyée aux radios urbaines le 30 mars 2016, dans la foulée du second single d'Anti  "Kiss It Better". Ensuite, Def Jam a envoyé "Needed Me" aux radios mainstream. "Needed Me" est une chanson dupset electro-rnb, entraîné par un tempo lent et production avec un son synthétique. La chanson parle du rejet d'une relation amoureuse.
Aux États-Unis, la chanson a atteint le numéro sept sur le «Billboard» Hot 100 devenant le 29e top 10 de Rihanna sur le tableau, passant seize semaines dans le top dix et devenant le plus long tube de la chanteuse. La vidéo d'accompagnement de la chanson a été réalisée par le producteur Harmony Korine et a été dévoilée le 20 avril 2016. La vidéo se déroule à Miami et représente Rihanna avec un pistolet, en moto, avant de fréquenter un club de strip-tease où elle tue un homme. Rihanna a joué "Needed Me" pendant l'Anti World Tour. La chanson a reçu une nomination aux Grammy dans la catégorie meilleure Performance R & B lors de la 59e cérémonie.
La chanson est sortie le 30 mars 2016 en tant que troisième single de l'album.

## Écriture et réalisation
Le 15 septembre 2014, le producteur américain DJ Mustard confirme qu'il va collaborer avec Rihanna dans son huitième album studio, Anti : « We haven't got our club record just yet but we have a ballad that I really like and that she likes too. » Needed Me est écrite par Rihanna, Britanny Hazard, A. Sneed, Alicia Reneé, Charles Hinshaw et Derrus Rachel avec comme producteur DJ Mustard et coproducteurs Twice as Nice et Frank Dukes. À travers son compte Twitter officiel, la chanteuse a confirmé que Needed Me, en même temps que Kiss It Better, sera le prochain single de son album et qu'il sera diffusé aux radios le 30 mars 2016.

## Certifications
| Pays             | Certifications | Unités             |
| ---------------- | -------------- | ------------------ |
| États-Unis       | 5x platines    | 5 000 000          |
| Canada           | 2x platines    | 200 000            |
| Italie           | 1x Platine     | 50 000             |
| Australie        | 1x Platine     | 70 000             |
| Nouvelle-Zélande | 1x Platine     | 15 000             |
| Suède            | 1x Platine     | 40 000             |
| France           | Diamant        | 50 000 000 streams |
| Royaume-Uni      | Disque d'Or    | 500 000            |

Needed Me s'est écoulé à environ 6 000 000 d'unités (ventes pures + streaming)

## Clip vidéo
Le clip vidéo, réalisé par le réalisateur américain Harmony Korine, a été dévoilé le 20 avril 2016 à 18h00 (heure française). On y aperçoit Rihanna dans une villa dans la baie de Miami, pensive, qui finalement ira dans un club de strip-tease, pour tuer un homme entouré de femmes et d'argent.
Le clip est interdit aux moins de 18 ans sur YouTube jusqu'au 8 août 2016. À partir de cette date, le clip peut être visionné par tout le monde. En France, le clip est diffusé après 22h avec une signalétique (-12 ans) sur NRJ Hits et Trace Urban (qui l’ont déjà diffusé en journée avec signalétique à certaines occasions). Sur les autres, le clip est diffusé seulement la nuit sans signalétique.